# 安德烈·阿列克谢耶维奇·切尔内绍夫
安德烈·阿列克谢耶维奇·切尔内绍夫（羅馬化：Andrey Alekseyevich Chernyshov；1968年1月7日—）是俄罗斯足球运动员。
切尔尼绍夫是一名中后卫，曾为多家俱乐部效力，其中包括三支位于莫斯科的迪纳摩俱乐部、斯巴达克俱乐部和鱼雷俱乐部，以及喀山红宝石足球俱乐部。他还代表过国外的多个俱乐部，例如奥地利的格拉茨风暴队、DSV莱奥本队和BSV巴德布莱贝格队、希腊的PAOK队、德国的SpVgg Greuther Fürth队以及比利时的皇家安特卫普队。